# Gnomibidion denticolle
Gnomibidion denticolle là một loài bọ cánh cứng trong họ Cerambycidae.